# متحف النساء في بون
متحف النساء في بون (بالألمانية: Frauenmuseum Bonn) هو متحف نسائي في بون بألمانيا تأسس في عام 1981 على يد ماريان بيتسن (المديرة الحالية) ومجموعة متعددة التخصصات من النساء العاملات، ويدعي المتحف أنه أول متحف من نوعه في العالم. يستضيف المتحف المعارض المؤقتة (حيث استضاف أكثر من 500 معرضًا منذ تأسيسه) والأحداث المصاحبة له، ويديرالمتحف جمعية «المتحف النسائي - الفن والثقافة والبحث».

## أنشطة المتحف
يُروج متحف النساء للفنانات (الألمانيات ومن الدول الأخرى على حد سواء) من خلال برنامج متنوع للمعارض، ويقيم عملهن في سياق تاريخ الفن. جاءوفقًا للمتحف أن عددًا من الفنانات الاتي تم عرضهن وتقييمهن لأول مرة بالمتحف قد أثبتن أنفسهن في السوق العالمية. تعمل الفنانات والأكاديميين معًا في المعارضالكبيرة. وعلاوةً على ذلك، يتم تقييم تاريخ المرأة في سياق الفن التجريبي الجديد ومن خلال الأحداث التي تصاحب المعارض.
تشمل مجموعة المتحف الخاصة أعمال كاثي كولفيتز وكاترينا سيفيردينج وفالي إكسبورت وماريا لازنيج ويوكو أونو. كما يتضمن المتحف مكتبة مع أرشيف حول مواضيع متخصصة: المرأة في الفن والتاريخ والسياسة والنسوية؛ وبعض السياسات الثقافية من القرن الـ 20 و 21؛ والفن منذ عام 1945؛ والفن الملموس والبنائية؛ والهندسة المعمارية والتصميم.
تنظم أكاديمية المتحف الاجتماعات والندوات وورش العمل وخدمات المشورة حول المواضيع التي تهم الفنانات. وتشمل موضوعات البحث الأخرى الحركة النسائية وسياسات الهوية. أدى نشاط متحف النساء في بون إلى تأسيس متاحف للنساء في أماكن أخرى، على سبيل المثال في ميرانو وسويسرا وهيتيساو بالنمسا.
يشارك المتحف في جائزة جابرييل مونتر للفنانات. كما يستضيف معارض الفن والتصميم، ويحتوي على معرض خاص به واستوديوهات وبعض دور النشر. يرتبط متحف هوس في برلين أيضًا بمتحف بون للنساء.

## روابط خارجية
- Official site